# À Procura da Anitta Perfeita
À Procura da Anitta Perfeita é o terceiro EP da cantora brasileira, Anitta, lançado em 30 de novembro de 2022, através da Warner Music Brasil. É o primeiro projeto totalmente em português da cantora desde o álbum Bang! (2015).
O EP conta com a participação de cantores como Maiara & Maraisa, Wesley Safadão, Lexa, Pocah, Rebecca e MC Danny. O EP marca o último projeto de Anitta com a gravadora Warner Music Group, quando a artista rescindiu o contrato com o grupo em 4 de abril de 2023.

## Antecedentes e lançamento
As especulações de um projeto em português de Anitta começaram em 27 de novembro de 2022, quando novas canções foram registradas no ASCAP (American Society of Composers, Authors and Publishers).
Originalmente destinado a ser lançado de surpresa as 21 horas (UTC−3) de 30 de novembro de 2022, À Procura da Anitta Perfeita foi lançado na Apple Music com três faixas, e em seguida, seis lyric videos foram lançados no YouTube.
Não há um lançamento oficial de uma "canção single" no EP, porém, a faixa, "Ai Papai", fora a qual teve maior repercussão desde o lançamento.

### Faixa excluída
Quando o EP foi lançado, a faixa 7, "Vem Galopar", estava presente na lista de faixas do álbum, porém estava bloqueada para os ouvintes, pois seria lançada futuramente pela artista. Meses após o lançamento, a faixa foi retirada do repertório sem aviso prévio. A faixa foi composta por Junior Gomes, Lucas Medeiros, Mario Zan, Palmeira, Rafinha RSQ e Shylton Fernandes.

## Lista de faixas
| À Procura da Anitta Perfeita — Edição padrão |                                                      |                                                                  |                |         |  |
| N.º                                          | Título                                               | Compositor(es)                                                   | Produtor(es)   | Duração |  |
| 1.                                           | "Macetar"                                            | Anitta Junior Gomes Lucas Medeiros Rafinha RSQ Shylton Fernandes | Rafinha RSQ    | 1:54    |  |
| 2.                                           | "Ela Não Vale Nada" (com Maiara & Maraisa)           | Anitta André Vieira Breder Wallace Vianna                        | Hitmaker       | 2:20    |  |
| 3.                                           | "Biquíni Vermelhinho" (com Costa Gold e Rafinha RSQ) | André Nine Leo Pockriss Nog Paul Vance Predella RSQ              | Nine RSQ       | 2:17    |  |
| 4.                                           | "Mel" (com Wesley Safadão)                           | Gomes Medeiros RSQ Fernandes                                     | RSQ            | 2:09    |  |
| 5.                                           | "Ai Papai" (com MC Danny e Hitmaker)                 | Breder Raphael Klismman Romeu R3 Talia Vianna                    | Hitmaker       | 2:28    |  |
| 6.                                           | "Avisa Lá" (com Lexa e Pocah com part. de Rebecca)   | Vieira Breder Klismman R3 Talia Vianna                           | Hitmaker       | 2:03    |  |
| Duração total:                               | Duração total:                                       | Duração total:                                                   | Duração total: | 13:11   |  |

## Histórico de lançamento
| Região | Data                   | Formato(s)                 | Gravadora(s)        | Ref.  |
| ------ | ---------------------- | -------------------------- | ------------------- | ----- |
| Mundo  | 30 de novembro de 2022 | Download digital streaming | Warner Music Brasil | [ 6 ] |